# Erythrina burana
Erythrina burana är en ärtväxtart som beskrevs av Emilio Chiovenda. Erythrina burana ingår i släktet Erythrina och familjen ärtväxter. Inga underarter finns listade i Catalogue of Life.